# Wolfeboro
Wolfeboro is een Amerikaanse stad in Carroll County, New Hampshire. De plaats telde in 2000 6.803 inwoners. Aan de rand van de stad ligt het meer van Winnipesaukee. De plaats is vooral bekend door de prestigieuze kostschool "Brewster Academy". Wolfeboro noemt zichzelf "America's Oldest Summer Resort".

## Bezienswaardigheden
- New Hampshire Boat Museum
- Wright Museum
- Wolfeboro Historical Society Museum

## Bekende inwoners
- Mitt Romney, gouverneur van Massachusetts